# Khaled al-Hazaa
Khaled al-Hazaa (né le 2 décembre 1971 en Arabie saoudite) est un joueur de football international saoudien, qui évoluait au poste de milieu de terrain.

## Biographie

### Carrière de sélection
Avec l'équipe d'Arabie saoudite, il a disputé trois matchs (pour aucun but inscrit) en 1992, et fut notamment dans le groupe des 23 lors de la Coupe d'Asie des nations de 1992.
Il a également disputé la Coupe des confédérations de 1992.